# Meljak, Barajevo
Meljak (izvirno srbsko Мељак) je naselje v Srbiji, ki upravno spada pod Občino Barajevo; slednja pa je del mesta Beograd.

## Demografija
V naselju živi 1434 polnoletnih prebivalcev, pri čemer je njihova povprečna starost 39,3 let (37,9 pri moških in 40,7 pri ženskah). Naselje ima 588 gospodinjstev, pri čemer je povprečno število članov na gospodinjstvo 3,01.
To naselje je v glavnem srbsko (glede na popis iz leta 2002), a v času zadnjih 3 popisov je opazen porast števila prebivalcev.
|  |

| Demografija | Demografija     | Demografija     |
| Leto        | Št. prebivalcev | Št. prebivalcev |
| ----------- | --------------- | --------------- |
|             |                 |                 |
|             |                 |                 |
|             |                 |                 |
|             |                 |                 |
| 1948        | 743             |                 |
| 1953        | 712             |                 |
| 1961        | 675             |                 |
| 1971        | 701             |                 |
| 1981        | 1065            |                 |
| 1991        | 1307            | 1218            |
| 2002        | 1905            | 1772            |
|             |                 |                 |

| Etnična sestava po popisu iz leta 2002 | Etnična sestava po popisu iz leta 2002 | Etnična sestava po popisu iz leta 2002 | Etnična sestava po popisu iz leta 2002 | Etnična sestava po popisu iz leta 2002 |
| -------------------------------------- | -------------------------------------- | -------------------------------------- | -------------------------------------- | -------------------------------------- |
| Srbi                                   | Srbi                                   |                                        | 1.666                                  | 94,01%                                 |
| Črnogorci                              | Črnogorci                              |                                        | 15                                     | 0,84%                                  |
| Rusi                                   | Rusi                                   |                                        | 6                                      | 0,33%                                  |
| Jugoslovani                            | Jugoslovani                            |                                        | 5                                      | 0,28%                                  |
| Hrvati                                 | Hrvati                                 |                                        | 4                                      | 0,22%                                  |
| Slovenci                               | Slovenci                               |                                        | 3                                      | 0,16%                                  |
| Romuni                                 | Romuni                                 |                                        | 2                                      | 0,11%                                  |
| Madžari                                | Madžari                                |                                        | 2                                      | 0,11%                                  |
| Makedonci                              | Makedonci                              |                                        | 2                                      | 0,11%                                  |
| Neznano                                | Neznano                                |                                        | 58                                     | 3,27%                                  |